# Irina Leščanka
Irina Leščanka (djevojački Krivko, Sjanno, 30. srpnja 1991.) bjeloruska je biatlonka.
Sa Svjetskih prvenstava za juniore i mlade ima jedno srebro i tri bronce. Na Svjetskom prvenstvu za seniore debitirala je 2012. u pojedinačnoj trci na 15 km, ali je nije završila. Na Europskom prvenstvu 2014. osvojila je zlato sa štafetom i broncu na 15 km.
Na Svjetskom prvenstvu 2015. natjecala se u pojedinačnoj utrci na 15 km i zauzela devetnaesto mjesto, a sa ženskom štafetom bila je sedma. Na Svjetskom prvenstvu 2016. najbolji rezultat ostvarila je s mješovitom štafetom - deveto mjesto. Na Svjetskom prvenstvu 2017. sa ženskom štafetom zauzela je deveto mesto, a u pojedinačnoj utrci na 15 km bila je četrnaesta.
Na Olimpijskim igrama debitira u Pjongčangu 2018. sa ženskom štafetom neočekivano je osvojila zlatnu medalju. Nastupila je zajedno s Dinarom Alimbekavom, Nadeždom Skardino i Darjom Domračevom. U sprintu i dohvatnoj utrci zauzela je sedamanesto mjesto, u masovnom startu bila je dvadeset šesta, a u pojedinačnoj utrci na 15 km trideset šesta.